# Адзітаровська сільська рада
Адзіта́ровська сільська рада (рос. Адзитаровский сельский совет) — муніципальне утворення у складі Кармаскалинського району Башкортостану, Росія. Адміністративний центр — село Адзітарово.

## Населення
Населення — 927 осіб (2019, 1126 в 2010, 1454 в 2002).

## Склад
До складу поселення входять такі населені пункти:
| Населений пункт           | Населення, осіб (2002) | Населення, осіб (2010) |
| ------------------------- | ---------------------- | ---------------------- |
| Адзітарово, село          | 693                    | 499                    |
| Єлизаветино, присілок     | 20                     | 7                      |
| Кушкуль, присілок         | 96                     | 75                     |
| Нікітино, присілок        | 148                    | 127                    |
| Новоалексієвка, присілок  | 13                     | 10                     |
| Староалексієвка, присілок | 32                     | 25                     |
| Староянбеково, присілок   | 99                     | 92                     |
| Сулу-Куак, присілок       | 73                     | 44                     |
| Тансаїтово, присілок      | 127                    | 116                    |
| Чишма, присілок           | 81                     | 84                     |
| Яковлевка, присілок       | 4                      | 3                      |
| Якти-Ялан, присілок       | 68                     | 44                     |